# Квібінг
Квібінг (англ. Qibing) — одна з місцевих громад, що розташована в районі Мафетенг, Лесото. Населення місцевої ради у 2006 році становило 17 374 особи.